# Bernard Vallée
Pour les articles homonymes, voir Vallée (homonymie).
Bernard Vallée, né le 5 octobre 1945 à Aubervilliers et mort le 2 avril 2021 à Rots, est un escrimeur français, pratiquant le sabre.

## Palmarès
- Championnats du monde d'escrime
  -   Médaillé de bronze au sabre par équipe des championnats du monde d'escrime 1966
  -   Médaillé de bronze au sabre par équipe des championnats du monde d'escrime 1967
- Universiade
  -   Médaillé d'or au sabre individuel à l'Universiade d'été de 1967
- Championnats de France d'escrime
  -  Champion de France au sabre en 1969
  -  Champion de France au sabre en 1972